# 안달루시안 (말)

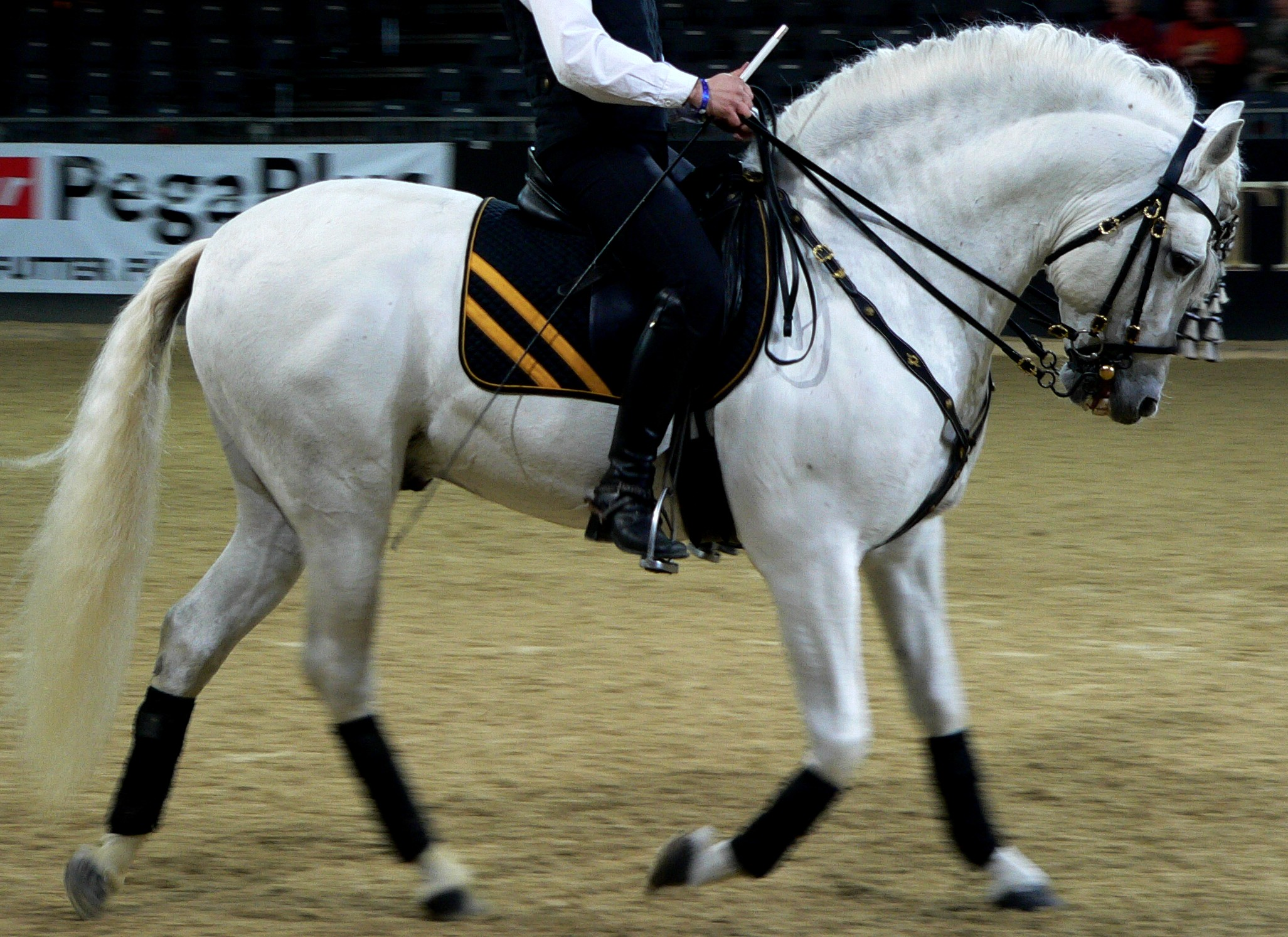
안달루시안

안달루시안(Andalusian)은 아프리카 북부 알제리 원산의 승마용 말 바르브를 무어인들이 스페인으로 들여와 재래종과 교배해서 만들어낸 말 품종이다. 이 말은 당시 유럽에서 최고의 품종이어서 그 후손은 네아폴리탄 말과 더불어 유럽 각지에서 품종 개량에 사용되었다. 또 신대륙 발견 후 스페인인에 의해 당시 말이 서식하고 있지 않던 아메리카 대륙으로 많이 이입되어 아메리카 말의 조상이 되었다. 현재 빈에 있는 스페인 승마학교에서 고등마술에 사용되는 화려한 리피차드는 그 자손으로, 어깨높이 1.5-1.6m의 체형이 잘 잡힌 근육질의 강건한 말이다.

## 참고 자료
- 이 문서에는 다음커뮤니케이션(현 카카오)에서 GFDL 또는 CC-SA 라이선스로 배포한 글로벌 세계대백과사전의 내용을 기초로 작성된 글이 포함되어 있습니다.